# Grande Prêmio do Alabama
O Grande Prêmio do Alabama (em inglês: Grand Prix of Alabama) é um evento automobilístico que faz parte da IndyCar Series. A corrida é disputada no circuito Barber Motorsports Park, localizado na cidade de Birmingham, Alabama. A primeira edição aconteceu no dia 11 de abril de 2010.

## Resultados
| Ano  | Vencedor                                | Equipe                                  | Chassis                                 | Motor                                   | Distância                               | Distância                               | Duração                                 | Detalhes |
| Ano  | Vencedor                                | Equipe                                  | Chassis                                 | Motor                                   | Voltas                                  | km                                      | Duração                                 | Detalhes |
| ---- | --------------------------------------- | --------------------------------------- | --------------------------------------- | --------------------------------------- | --------------------------------------- | --------------------------------------- | --------------------------------------- | -------- |
| 2010 | Hélio Castroneves                       | Team Penske                             | Dallara                                 | Honda                                   | 90                                      | 344.721                                 | 1:56:41                                 | Detalhes |
| 2011 | Will Power                              | Team Penske                             | Dallara                                 | Honda                                   | 90                                      | 344.721                                 | 2:14:43                                 | Detalhes |
| 2012 | Will Power                              | Team Penske                             | Dallara                                 | Chevrolet                               | 90                                      | 344.721                                 | 2:01:40                                 |          |
| 2013 | Ryan Hunter-Reay                        | Andretti Autosport                      | Dallara                                 | Chevrolet                               | 90                                      | 344.721                                 | 1:52:05                                 |          |
| 2014 | Ryan Hunter-Reay                        | Andretti Autosport                      | Dallara                                 | Chevrolet                               | 69*                                     | 264.286                                 | 1:40:43                                 |          |
| 2015 | Josef Newgarden                         | CFH Racing                              | Dallara                                 | Chevrolet                               | 90                                      | 344.721                                 | 1:55:53                                 |          |
| 2016 | Simon Pagenaud                          | Team Penske                             | Dallara                                 | Chevrolet                               | 90                                      | 344.721                                 | 1:48:42                                 | [ 3 ]    |
| 2017 | Josef Newgarden                         | Team Penske                             | Dallara                                 | Chevrolet                               | 90                                      | 344.721                                 | 1:54:09                                 | [ 4 ]    |
| 2018 | Josef Newgarden                         | Team Penske                             | Dallara                                 | Chevrolet                               | 82*                                     | 314.06                                  | 2:01:14                                 | [ 5 ]    |
| 2019 | Takuma Sato                             | Rahal Letterman Lanigan Racing          | Dallara                                 | Honda                                   | 90                                      | 344.721                                 | 1:55:46                                 | [ 6 ]    |
| 2020 | Cancelado devido à Pandemia de COVID-19 | Cancelado devido à Pandemia de COVID-19 | Cancelado devido à Pandemia de COVID-19 | Cancelado devido à Pandemia de COVID-19 | Cancelado devido à Pandemia de COVID-19 | Cancelado devido à Pandemia de COVID-19 | Cancelado devido à Pandemia de COVID-19 | [ 7 ]    |
| 2021 | Alex Palou                              | Chip Ganassi Racing                     | Dallara                                 | Honda                                   | 90                                      | 344.721                                 | 1:52:53                                 | [ 8 ]    |
| 2022 | Pato O'Ward                             | Arrow McLaren SP                        | Dallara                                 | Chevrolet                               | 90                                      | 344.721                                 | 1:48:39                                 | [ 9 ]    |
| 2023 | Scott McLaughlin                        | Team Penske                             | Dallara                                 | Chevrolet                               | 90                                      | 344.721                                 | 1:47:58                                 | [ 10 ]   |

Notas:
- 2014: Corrida adiada no mesmo dia e encurtada para 100 minutos devido a trovoada.
- 2018: Corrida suspensa até segunda-feira após 23 voltas devido à forte chuva. A corrida foi reiniciada como uma corrida cronometrada faltando 75 minutos para o final.
- 2021: Corrida remarcada de 11 para 18 de abril após o Grande Prêmio de Long Beach ter sido remarcado, para permitir a cobertura da rede de televisão.